# Joaquim Ribeiro de Avelar, visconde de Ubá
Joaquim Ribeiro de Avelar, primeiro e único visconde com grandeza de Ubá (Paty do Alferes, 12 de maio de 1821 — 7 de novembro de 1888) foi um fazendeiro e nobre brasileiro.
Filho natural reconhecido, por escritura pública, de Joaquim Ribeiro de Avelar, barão de Capivari, e de uma senhora casada, moradora da vila de Pati do Alferes.
Foi criado sob a orientação do pai e das tias paternas na Fazenda do Pau Grande. Maior de idade, fez uma viagem de instrução à Europa, e no regresso teve o casamento acertado por seu pai. 

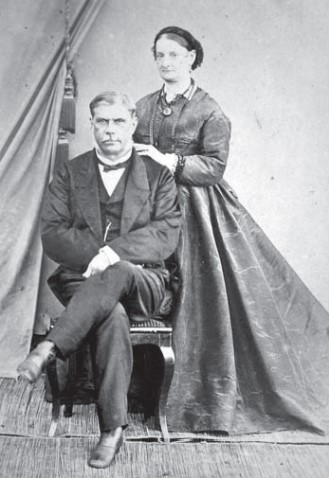
Mariana Velho Avellar, Viscondessa de Ubá e Joaquim Ribeiro de Avellar Junior, Visconde de Ubá

Casou no ano de 1849 com Mariana Velho da Silva (1827–1898), filha do conselheiro José Maria Velho da Silva e Leonarda Maria Velho da Mota, dama de honra da Imperatriz. Era ela sobrinha do Visconde de Macaé e da Baronesa de Jacutinga, e prima do Conde de Mota Maia. Tiveram dez filhos. Destes, alguns faleceram crianças, e dois adultos, num espaço de dias. Dentre os filhos, Maria José Velho de Avelar, foi a esposa do Barão de Muritiba (filho do Marquês de Muritiba) e Antônio Ribeiro Velho de Avelar, foi advogado e deputado estadual.
Libertou, antes de 13 de maio de 1888, todos os escravos de suas fazendas. Foi abastado capitalista e grande fazendeiro, proprietário da Fazenda do Pau Grande e de várias outras propriedades na região de Paty do Alferes e nas cidades do Rio de Janeiro e Petrópolis. A casa de veraneio de Petrópolis que possuía foi o local emprestado onde as princesas Isabel e Leopoldina passaram a lua de mel.  
Sua mulher foi uma das principais incentivadora das religiosas francesas da Ordem de Nossa Senhora de Sion terem estabelecido no Brasil, especialmente em Petrópolis, o famoso Colégio Sion.
Era tenente-coronel da Guarda Nacional. Foi visconde com as honras de grandeza por decreto de 14 de março de 1887. 
O casal foi enterrado na capela da Fazenda do Pau Grande.
- Visconde de Ubá
- Família Ribeiro de Avelar